# Судиловский, Николай Петрович
Николай Петрович Судиловский (1914 — до 1963) — командир отделения 51-й инженерно-сапёрной бригады, старший сержант. Герой Советского Союза.

## Биография
Родился в 1914 году в деревне Печары Костюковичского уезда Могилёвской губернии, ныне село Печоры Костюковичского района Могилёвской области Белоруссии. Окончил 6 классов. Работал на шахте в Донбассе, затем машинистом паровоза в городе Нижний Тагил Свердловской области.
В марте 1942 года был призван в Красную Армию Нижнетагильским райвоенкоматом. Окончил полковую школу. С сентября того же года участвовал в боях с захватчиками, воевал на Юго-Западном, 2-м и 3-м Украинских фронтах.
К концу 1944 года воевал в составе 51-й инженерно-сапёрной Днепродзержинской Краснознамённой ордена Кутузова 2-й степени бригады, был командиром отделения 2-го инженерно-сапёрного батальона. Особо отличился при форсировании реки Дунай севернее города Эрчи, когда его батальон обеспечивал переправу подразделений 316-й стрелковой дивизии.
В ночь на 5 декабря первым отправился в рейс с 20 десантниками на борту на резиновой десантной лодке А-3. Под сильным огнём противника, несмотря на повреждение лодки, сумел доставить десант на противоположный берег. На обратном пути спас трёх тонущих стрелков. На своём берегу быстро отремонтировал лодку и сумел сделать ещё 4 рейса, доставив на правый берег 62 человека. Своими действиями способствовал своевременному захвату плацдарма на правом берегу Дуная.
Указом Президиума Верховного Совета СССР от 24 марта 1945 года за образцовое выполнение боевых заданий командования на фронте борьбы с немецкими захватчиками и проявленные при этом мужество и геройство старшему сержанту Судиловскому Николаю Петровичу присвоено звание Героя Советского Союза с вручением ордена Ленина и медали «Золотая Звезда».
После войны демобилизован. С 1946 года жил в посёлке Ханженково, в черте города Макеевка. Работал крепильщиком на шахте № 19-20 треста «Советскуголь». Отличался асоциальным поведением: систематически пьянствовал, в течение 3 лет неоднократно попадал в поле зрения органов милиции за хулиганство и драки. 27 октября 1949 года народным судом 1-го участка Советского района города Макеевка осуждён по статье 70 часть 2 УК УССР к 5 годам лишения свободы.
Судом было возбуждено ходатайство о лишении звания Героя Советского Союза и наград. На следствии Судиловский заявлял, что награждён то двумя орденами Славы, то орденом Отечественной войны и Красной Звезды, которые были утеряны на фронте. Орден Ленина, медаль «За взятие Будапешта» и медаль «За освобождение Вены» были изъяты при аресте. Решение о лишении наград в Президиуме Верховного Совета СССР было отложено.
Последние годы жил в посёлке Артёмовский Бодайбинского района Иркутской области. Работал на шахте по добыче золота. Скончался до 1963 года.

## Награды и звания
- Звание Героя Советского Союза (24.03.1945)
- Орден Ленина
- Медаль «Золотая Звезда»

## Память
- В Костюковичи на Аллее Славы установлен памятник-бюст Н. П. Судиловскому.